# فاستینو راپرس
فاستینو راپرس (اسپانیایی: Faustino Rupérez‎؛ زادهٔ ۲۹ ژوئیهٔ ۱۹۵۶) دوچرخه‌سوار اهل اسپانیا است.